# Got to Move Your Body
Got to Move Your Body is een nummer van het Nederlandse dj-duo Lick, bestaande uit Peran en DJ Delmundo, in samenwerking met Kentucky Martha, uit 1994.
De cover van de singlehoes is afgeleid van het toenmalige logo van KFC. "Got to Move Your Body" werd een bescheiden hit in Nederland, waar het de 20e positie behaalde in de Nederlandse Top 40. Uiteindelijk groeide het nummer uit toen een 90's danceklassieker, en wordt het tot op de dag van vandaag nog steeds gedraaid op 90's feesten. Buiten Nederland werd de plaat geen hit.